# Suussamyr (Landgemeinde)
Suussamyr (kirgisisch Суусамыр айыл аймагы) ist eine aus insgesamt sieben Dorfsiedlungen bestehende Landgemeinde im Süden des Suusamyr-Tals, einem Hochgebirgstal in Kirgisistan. Verwaltungstechnisch gehört sie seit 1994 zum Rajon Dschajyl des Oblus Tschüi. Hauptort und Verwaltungssitz ist das Dorf Suussamyr.
Die Gemeinde hatte im Jahre 2015 insgesamt 7087 Einwohner.
| Ort         | Einwohner |
| ----------- | --------- |
| Suussamyr   | 3185      |
| Kajsar      | 206       |
| Perwoje Mai | 902       |
| Tunuk       | 922       |
| Koschomkul  | 1018      |
| Karakol     | 0         |
| Kysyl-Oj    | 854       |

Das Gemeindegebiet erstreckt sich entlang beider Seiten der Straße M16 (A367) und des Flusses Suusamyr. Dieser vereinigt sich etwa 15 km weiter südöstlich bei Koschomkul mit dem von Nordosten kommenden Karakol (auch „Westlicher Karakol“) und bildet damit den Kökömeren, der das Suusamyr-Tal dann nach Süden durch eine enge Schlucht zwischen den Gebirgsketten des Suusamyrtoo im Westen und des Dschumgaltoo im Osten verlässt.